# Teleoperazione
Il termine teleoperazione indica la possibilità di far funzionare una macchina a distanza. Il concetto è simile a quello di "telecontrollo" e si incontra di solito nella ricerca, e in ambienti accademici e tecnici. È solitamente associato con la robotica e la tecnologia mobile, ma è applicabile a una vasta gamma di circostanze in cui un macchinario o un'attrezzatura vengono manovrati da una persona a distanza.
Teleoperazione è un termine standard, in uso sia nelle comunità tecniche che nella ricerca e rappresenta di gran lunga il termine più utilizzato per riferirsi a un'operazione a distanza (anche la stessa locuzione "operazione a distanza" è comunemente accettata in italiano, anch'essa parallela a "controllo a distanza"). Il concetto contrario è indicato dal termine "telepresenza", un termine meno standardizzato, che può riferirsi a una più ampia serie di campi che includono la connotazione di distanza.

## Storia
La storia della Teleoperazione può esser fatta risalire agli inizi della comunicazione radiofonica e a Nikola Tesla. Tesla ha sviluppato alcuni dei primi princìpi e sistemi per effettuare la teleoperazione, alla fine del 1800, come è chiaro da documenti quale il brevetto USA 613.809 (Method of and Apparatus for Controlling Mechanism of Moving Vessels or Vehicles, «Metodo e apparato per controllare il movimento di imbarcazioni o veicoli»).